# Ultimate++
Ultimate++, znany także jako U++ i Upp – zestaw przenośnych bibliotek oraz narzędzi programistycznych przeznaczonych dla języka C++. Podstawowym składnikiem bibliotek są klasy umożliwiające budowę interfejsów graficznych programów komputerowych oraz tworzenie aplikacji terminalowych i serwerowych. Jednym z najważniejszych narzędzi wchodzącym w skład zestawu jest zintegrowane środowisko programistyczne TheIDE.

## Charakterystyka
Biblioteki U++ są dostępne na następujących platform systemowych X11 (m.in. GNU/Linux, FreeBSD), macOS i Windows oraz dla systemów wbudowanych takich jak Windows CE.
Środowisko oprócz klas związanych z tworzeniem interfejsów graficznych oferuje również zestaw przenośnych klas do obsługi: procesów, wątków, plików, katalogów, gniazd, baz danych (SQL), grafiki trójwymiarowej (OpenGL), lokalizacji, czasu, kompresji danych oraz języka XML. Ważnym elementem projektu jest zestaw niezależnych kontenerów zwanych „Niestandardową Biblioteką Szablonów” (NTL).
W skład standardowej dystrybucji biblioteki U++ wchodzi wiele przydatnych narzędzi programistycznych, do których zaliczają się:
- TheIDE – zintegrowane środowisko programistyczne umożliwiające tworzenie aplikacji.
- UMK – narzędzie terminalowe służące do budowania aplikacji opartych na kodzie źródłowym biblioteki.
- Esc – język skryptowy.

## Przykładowy kod
Przykładowy kod tworzący okno posiadające przycisk z napisem „Hello world”:
```
#include
 
<CtrlLib/CtrlLib.h>

using
 
namespace
 
Upp
;

class
 
MyApp
 
:
 
public
 
TopWindow

{

public
:

    
MyApp
()

    
{

        
Title
(
"Hello world"
);

        
button
.
SetLabel
(
"Exit"
);

        
button
 
<<
 
[
=
]
 
{
 
OnClick
();
 
};

        
Add
(
button
.
HSizePos
(
100
,
 
100
).
 
VSizePos
(
100
,
 
100
));

    
}

private
:

    
void
 
OnClick
()

    
{

        
if
(
PromptYesNo
(
"Button was clicked. Do you want to quit?"
))

            
Break
();

    
}

    
Button
 
button
;

};

GUI_APP_MAIN

{

    
MyApp
().
 
Run
();

}

```

## Wykorzystanie
Poniżej znajduje się lista aplikacji wykorzystujących zestaw przenośnych bibliotek U++ jako swoją bazę:
- Openwind[2] – otwarto źródłowy program służący do planowania farm wiatrowych
- UppCAD[3] – wielofunkcyjny system typu CAD[4]